# McLaren 650S
McLaren 650S – supersamochód klasy średniej produkowany pod brytyjską marką McLaren w latach 2014 – 2017.

## Historia i opis modelu

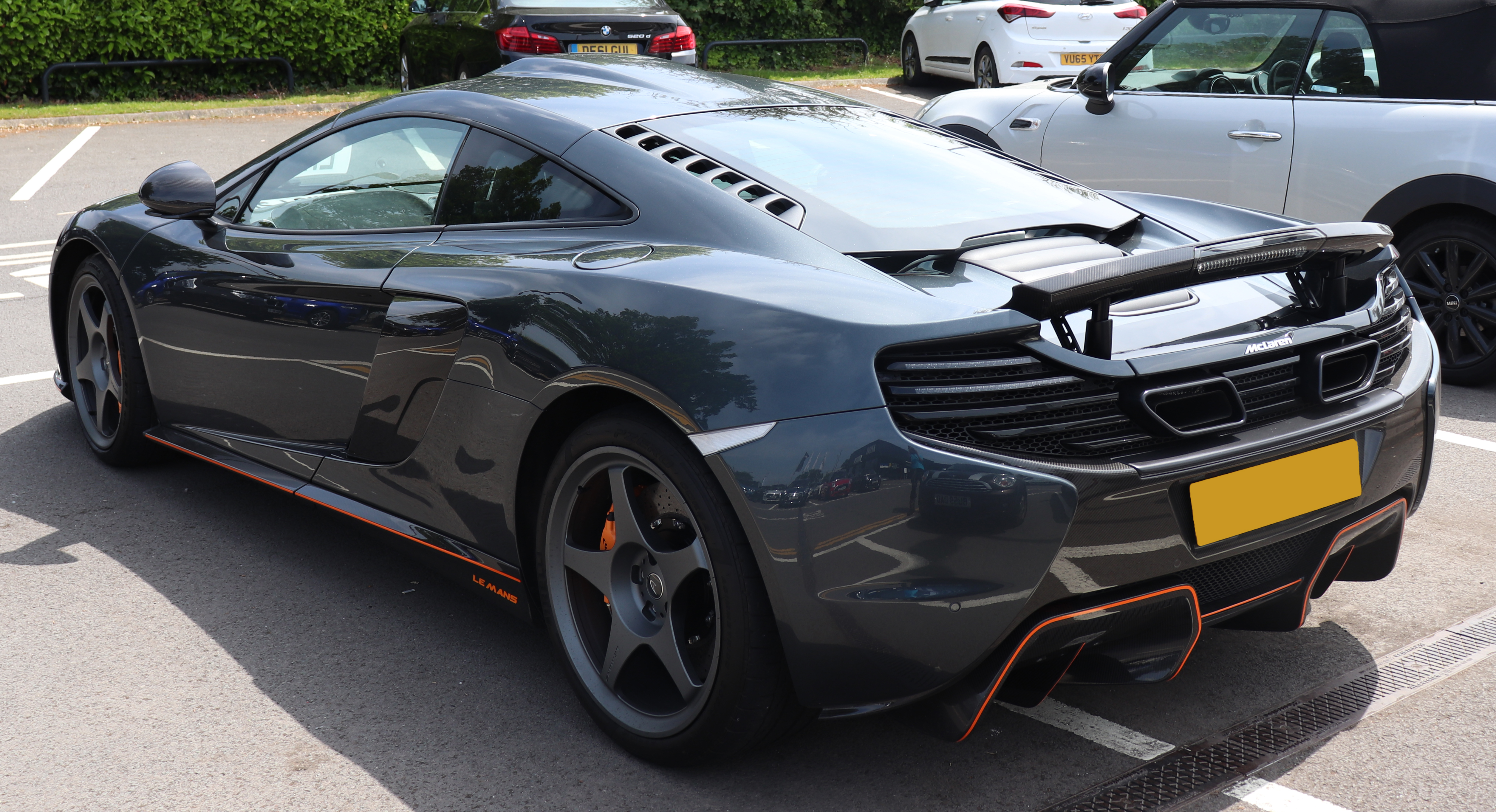
McLaren 650S – tył

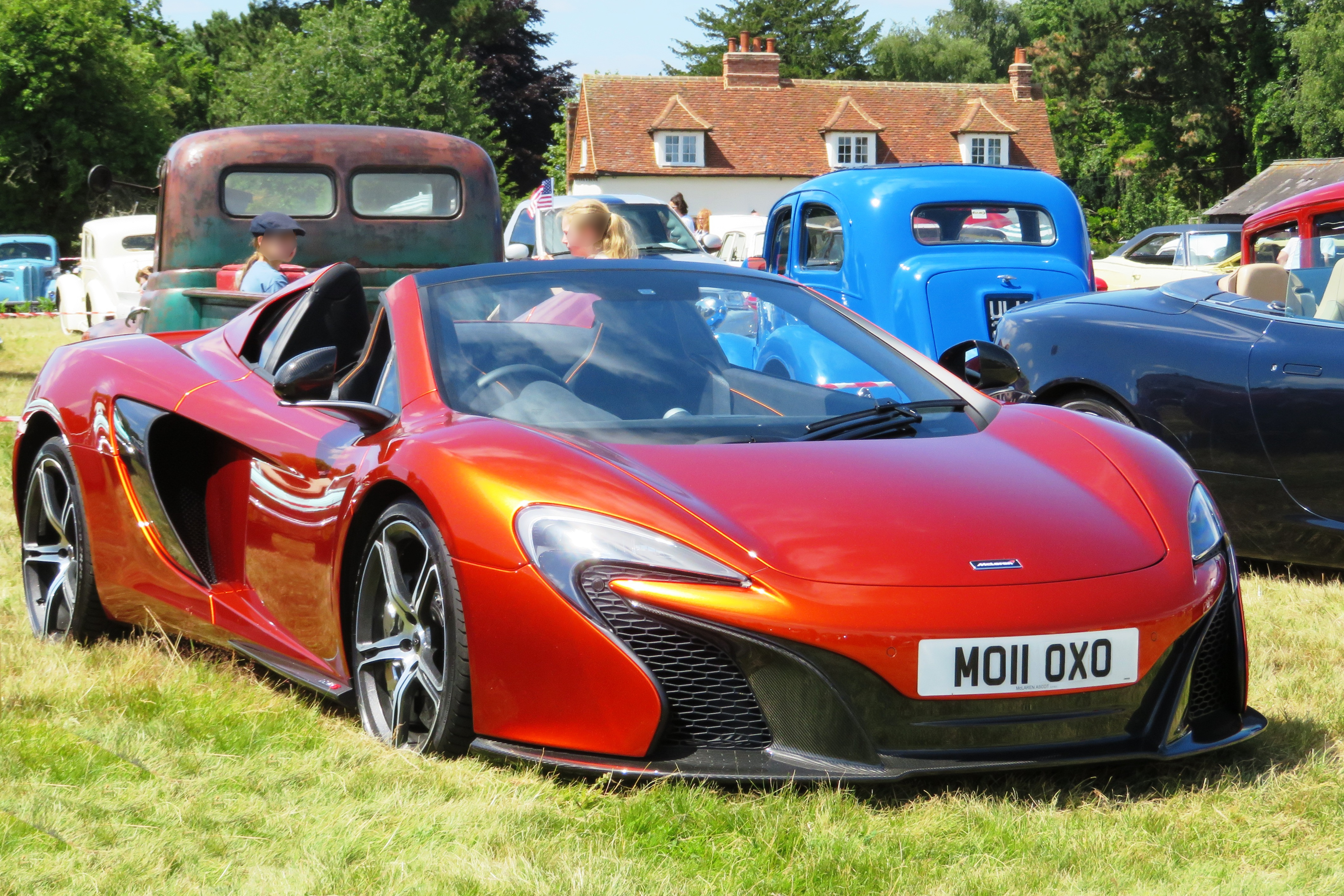
McLaren 650S Spider

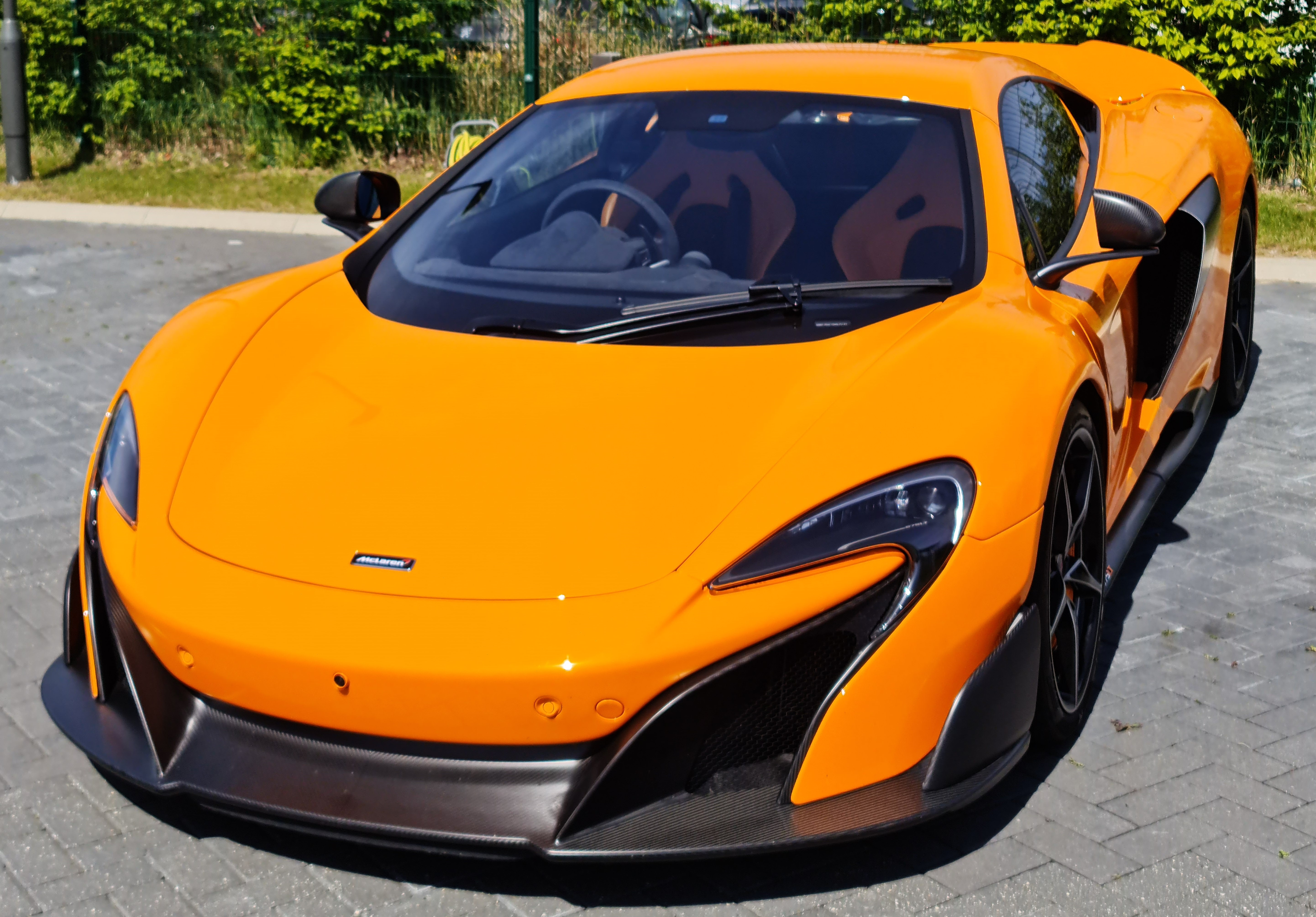
McLaren 675LT

Został zaprezentowany jako nowy model, ale w rzeczywistości jest głęboko zmodernizowanym McLarenem 12C, odróżniając się od niego ok. 25% nowych części. Pojazd został zaprezentowany w lutym 2014 podczas Geneva Motor Show.
Nadwozie samochodu, podobnie jak w przypadku McLarena 12C, jest wykonane z kompozytów włókien węglowych. 650S jest napędzany przez silnik McLaren M838T o pojemności 3,8 litra, rozwijającego moc maksymalną 650 KM oraz maksymalny moment obrotowy rzędu 680 Nm. Moc jest przekazywana na tylne koła za pośrednictwem siedmiostopniowej dwusprzęgłowej skrzyni biegów.
Prędkość maksymalna samochodu wynosi 333 km/h, a jego przyspieszenie 0–100 km/h – 3 sekundy. Przyspieszenie 0–200 km/h wynosi 8,4 sekundy. Moc to z kolei 650 KM przy 7500 obrotów na minutę, a maksymalny moment obrotowy to 680 Nm, który osiągany jest przy 6000 obrotach na minutę.

### 650S GT3
W czerwcu 2014 McLaren ogłosił, że wyprodukuje wersję GT3 modelu 650S, przy czym może to oznaczać wyprodukowanie całkowicie nowego modelu, jak i udoskonalenie wersji GT3 modelu MP4-12C. Andrew Kirkaldy, kierowca zespołu CRS Racing, oświadczył, że celem jego zespołu – który rozwijał McLarena MP4-12C GT3 – jest rozwój wersji spełniającej regulamin LM GTE na 24h Le Mans 2016.

### 625C
W październiku 2014 roku McLaren przedstawił podstawową, tanią odmianę po raz pierwszy opracowaną specjalnie z myślą o klientach na rynkach azjatyckich. McLaren 625C zyskał przeprojektowane przednie zderzaki, a także zmodyfikowany układ zawieszenia i układ kierowniczy. W efekcie, samochód ma lepiej sprawdzać się w użytkowaniu na co dzień w warunkach miejskich.

### 675LT
W lutym 2015 roku podczas Geneva Motor Show przedstawiony został topowy, wyczynowy wariant McLaren 675LT. Samochód zyskał dedykowany zestaw zderzaków, nakładek na progi, spojlerów oraz alufelg. Pod kątem technicznym samochód wyposażono we wzmocnioną, 3,8-litrową jednostkę V8 z podwójnym doładowaniem, która rozwinęła moc 675 KM i 700 Nm maksymalnego momentu obrotowego. Pojazd zyskał też 30% nowych komponentów o obniżonej masie, przekładając się za niższą wagę pojazdu.

### Silnik
- V8 3.8l Twin-Turbo